# Макаров, Иван Николаевич (политик)
Иван Николаевич Макаров (4 февраля 1903, Вязники, Вязниковский уезд, Владимирская губерния, Российская империя — 15 декабря 1989) — советский политик, председатель Ревизионной Комиссии Коммунистической Партии Беларуси (1971—1976), член политбюро (Президиума) ЦК КП(б)Б (1947—1949 и 1956—1971).

## Биография
В 1926 году вступил в ВКП(б), в 1927—1932 гг. учился в Ленинградским политехническом институте, в 1932—1934 гг. — инженер в Главном управлении Народного комиссариата тяжёлой промышленности СССР, в 1934—1938 гг. — старший инженер на московской фабрике.
С 1938 по июнь 1939 год — заместитель председателя Полномочной контрольной комиссии Партии при ЦК ВКП(б) по Белорусской ССР. С 18 июня 1939 по 15 мая 1940 — член Ревизионной Комиссии Коммунистической Партии (большевиков) Беларуси, с июня 1939 по 1941 и с 1943 по 16 апреля 1946 — 1-й секретарь областного комитета КП(б)Б в Могилеве.
С 20 мая 1940 по 22 февраля 1971 года — член ЦК КП(б)Б, с сентября 1941 по январь 1943 секретарь областного комитета ВКП(б) в Куйбышеве, потом секретарь областного комитета ВКП(б) в Ульяновске. С мая 1946 — заместитель начальника отдела кадров ЦК КП(б)Б, в 1947—1948 гг. — начальник отдела по проверке партийных органов КП(б)Б, в 1947—1949 член политбюро КП(б)Б, позже начальник отдела партийных, профсоюзных и комсомольских органов КП(б)Б.
С 24 сентября 1952 года по 24 января 1956 — заместитель члена, а с 27 января 1956 по 22 февраля 1971 года — член политбюро/Президиума политбюро ЦК КП(б)Б. В 1954—1958 гг. — начальник отдела партийных органов КП(б)Б, с ноября 1958 по февраль 1971 года — председатель Белорусского республиканского совета профсоюзов.
С 24 февраля 1971 года по 4 февраля 1976 — председатель Ревизионной Комиссии КПБ, с 6 февраля 1976 — заместитель председателя этой комиссии.
Награждён двумя орденами Трудового Красного Знамени (1958 и 1963).